# Comuna Vurpăr, Sibiu
Vurpăr (în germană Burgberg, în maghiară Vurpód) este o comună în județul Sibiu, Transilvania, România, formată numai din satul de reședință cu același nume.

## Demografie
Componența etnică a comunei Vurpăr
     Români (94,44%)
     Germani (1,48%)
     Necunoscută (3,44%)
     Altă etnie (0,62%)
Componența confesională a comunei Vurpăr
     Ortodocși (91,59%)
     Penticostali (1,29%)
     Baptiști (2,54%)
     Necunoscută (3,44%)
     Altă religie (1,13%)
La recensământul din 1930 au fost înregistrați 2.399 locuitori, dintre care 1.204 români, 961 germani, 9 evrei ș.a. Sub aspect confesional populația era alcătuită din 950 de evanghelici luterani, 779 ortodocși, 646 greco-catolici, 9 mozaici ș.a.
Conform recensământului efectuat în 2011 populația comunei Vurpăr se ridică la 2.557 de locuitori, în creștere față de recensământul anterior din 2002, când se înregistraseră 2.359 de locuitori. Majoritatea locuitorilor sunt români (94,45%), cu o minoritate de germani (1,49%). Pentru 3,44% din populație nu este cunoscută apartenența etnică.
Din punct de vedere confesional majoritatea locuitorilor sunt ortodocși (91,59%), dar există și minorități de baptiști (2,54%) și penticostali (1,29%). Pentru 3,44% din populație nu este cunoscută apartenența confesională.

## Politică și administrație
Comuna Vurpăr este administrată de un primar și un consiliu local compus din 13 consilieri. Primarul, Mihail Lienerth[*], de la Partidul Social Democrat, este în funcție din 1 noiembrie 2024. Începând cu alegerile locale din 2024, consiliul local are următoarea componență pe partide politice:
|  | Partid                          | Consilieri | Componența Consiliului | Componența Consiliului | Componența Consiliului | Componența Consiliului | Componența Consiliului |
|  | ------------------------------- | ---------- | ---------------------- | ---------------------- | ---------------------- | ---------------------- | ---------------------- |
|  | Partidul Social Democrat        | 5          |                        |                        |                        |                        |                        |
|  | Partidul Național Liberal       | 4          |                        |                        |                        |                        |                        |
|  | Alianța pentru Unirea Românilor | 3          |                        |                        |                        |                        |                        |
|  | Partidul Ecologist Român        | 1          |                        |                        |                        |                        |                        |

## Monumente
- Biserica evanghelică fortificată din Vurpăr, construcție din secolul al XIII-lea
- Biserica ortodoxă
- Biserica greco-catolică

## Primarii comunei
- 1996[9] - 2000 - Lienerth Mihail, de la PDAR
- 2000[10] - 2004 - Lienerth Mihail, de la APR
- 2004[11] - 2008 - Lienerth Mihail, de la PSD
- 2008[12] - 2012 - Lienerth Mihail, de la PSD
- 2012[13] - 2016 - Mihail Lienerth, de la USL
- 2016[14] - 2020 - Mihail Lienerth, de la PSD